# Cassoday
Cassoday är en ort i Butler County i Kansas. Vid 2010 års folkräkning hade Cassoday 129 invånare.